# 青部站
青部站（日语：／ Aobe eki */?）是一個位於靜岡縣榛原郡川根本町青部，屬於大井川鐵道大井川本線的鐵路車站。徒步2分鐘可到達吊橋。

## 相鄰車站
大井川鐵道
大井川本線
駿河德山－青部－崎平